# تورپال-علی آتگریف
تورپال-علی آلادیویچ آتگریف (۸ مه ۱۹۶۹  – ۱۸ اوت ۲۰۰۲)  سیاستمدار چچنی که معاون نخست وزیر و وزیر امنیت ملی جمهوری چچن بود .

## زندگینامه
آتگریف افسر سابق پلیس راهنمایی و رانندگی شوروی و جانباز جنگ گرجستان و آبخازیا بود . در طول جنگ اول چچن، او تمام واحدها را در نبردهای گروزنی هماهنگ کرد و به عنوان فرمانده میدانی ناحیه شلکوفسکی چچن خدمت کرد، از جمله در بحران گروگانگیری کیزلیار-پروومایسکویه در داغستان در سال ۱۹۹۶ شرکت داشت . بعدها، او معاون نخست وزیر در دولت رئیس جمهور چچن ، اصلان مسخدوف، شد .
در ژوئیه 1999، در حالی که تلاش می‌کرد با طرف روسی وارد مذاکره شود، آتگریف به همراه معاون دادستان کل چچن، آدام تورخاشف، و دو مقام از دفتر مسکو وزارت کشور چچن، برای مدت کوتاهی در فرودگاه ونوکووا مسکو دستگیر شد . او دو بار به رسانه‌های روسی گفته است که در تابستان 1999، ولادیمیر پوتین، رئیس وقت سرویس امنیت فدرال فدراسیون روسیه (FSB)، را از حمله قریب‌الوقوع به داغستان مطلع کرده است .  آتگریف در جنگ دوم چچن شرکت فعالی نداشت (در این زمان، او به جز محافظان شخصی‌اش، هیچ فرد مسلحی تحت فرمان خود نداشت ). با این وجود، او به دروغ در مبادله رسوایی‌آمیز زندانیان آندری بابیتسکی ، روزنامه‌نگار روسی ربوده شده توسط ارتش روسیه، دخیل دانسته شد.
آتگریف، که روزنامه نزاویسیمایا گازتا او را «آخرین عضو باقی‌مانده از رهبری چچن که بی‌چون و چرا به رئیس‌جمهور اصلان مسخدوف وفادار است» نامید، در اکتبر 2000 دستگیر و به 15 سال زندان محکوم شد. در 18 آگوست 2002، در حالی که دوران محکومیت خود را در زندان یکاترینبورگ می‌گذراند ، آتگریف به طرز مرموزی بر اثر «خونریزی داخلی» که به سرطان خون نسبت داده شد، درگذشت .  احمد زاکایف، معاون نخست‌وزیر چچن، مقامات روسی را به قتل آتگریف متهم کرد.  بستگان او ادعا کردند که او تا سرحد مرگ شکنجه شده است .  این پرونده در نامه سرگشاده روزنامه مموریال تو پوتین برجسته شده است .